# Моргрунд
Моргрунд (нім. Moorgrund) — громада в Німеччині, розташована в землі Тюрингія. Входить до складу району Вартбург.
Площа — 53,39 км2. Населення становить Невірний параметр metadata 16 063 094 ос. (станом на 31 грудня 2021).